# Anahita blandini
Anahita blandini är en spindelart som beskrevs av Benoit 1977. Anahita blandini ingår i släktet Anahita och familjen Ctenidae.
Artens utbredningsområde är Elfenbenskusten. Inga underarter finns listade i Catalogue of Life.